# 奥尔韦勒
奥尔韦勒是德国莱茵兰-普法尔茨州的一个市镇。总面积3.93平方公里，总人口333人，其中男性169人，女性164人（2011年12月31日），人口密度85人/平方公里。